# Tscheu La Ling
Tscheu La Ling (chiń. 林球立; pinyin Lín Qiúlì; ur. 6 stycznia 1956 w Hadze) – holenderski piłkarz pochodzenia chińskiego grający na pozycji pomocnika. W swojej karierze rozegrał 14 meczów i strzelił 2 gole w reprezentacji Holandii.

## Kariera klubowa
Swoją karierę piłkarską La Ling rozpoczął w klubie FC Den Haag. W 1973 roku awansował do kadry pierwszego zespołu. 17 marca 1974 zadebiutował w Eredivisie w zremisowanym 0:0 domowym meczu z FC Twente. W sezonie 1974/1975 zdobył z Den Haag Puchar Holandii.
W 1975 roku La Ling przeszedł z Den Haag do Ajaksu Amsterdam. W Ajaksie swój debiut zanotował 16 sierpnia 1975 w zremisowanym 1:1 wyjazdowym meczu ze Spartą Rotterdam. Podstawowym zawodnikiem Ajaksu stał się w sezonie 1976/1977. Wraz z Ajaksem czterokrotnie wywalczył mistrzostwo Holandii w sezonach 1976/77, 1978/79, 1979/80 i 1981/82. W sezonie 1978/79 zdobył też Puchar Holandii.
W 1982 roku La Ling odszedł z Ajaksu do Panathinaikosu. W sezonie 1983/1984 wywalczył z nim dublet – mistrzostwo i Puchar Grecji. W 1984 roku został zawodnikiem Olympique Marsylia. Grał w nim przez rok.
W 1985 roku La Ling wrócił do Holandii i został piłkarzem Feyenoordu. Swój debiut w Feyenoordzie zaliczył 18 sierpnia 1985 w wyjazdowym meczu z VVV Venlo (1:0). W Feyenoordzie grał przez rok. W 1986 roku wrócił do FC Den Haag, a w 1987 roku zakończył w nim swoją karierę.
| Sezon   | Klub               | Kraj     | Rozgrywki         | Mecze | Bramki |
| ------- | ------------------ | -------- | ----------------- | ----- | ------ |
| 1973/74 | FC Den Haag        | Holandia | Eredivisie        | 10    | 1      |
| 1974/75 | FC Den Haag        | Holandia | Eredivisie        | 32    | 2      |
| 1975/76 | AFC Ajax           | Holandia | Eredivisie        | 6     | 0      |
| 1976/77 | AFC Ajax           | Holandia | Eredivisie        | 29    | 3      |
| 1977/78 | AFC Ajax           | Holandia | Eredivisie        | 26    | 7      |
| 1978/79 | AFC Ajax           | Holandia | Eredivisie        | 32    | 14     |
| 1979/80 | AFC Ajax           | Holandia | Eredivisie        | 28    | 10     |
| 1980/81 | AFC Ajax           | Holandia | Eredivisie        | 22    | 12     |
| 1981/82 | AFC Ajax           | Holandia | Eredivisie        | 28    | 8      |
| 1982/83 | Panathinaikos AO   | Grecja   | Alpha Ethniki     | 26    | 3      |
| 1983/84 | Panathinaikos AO   | Grecja   | Alpha Ethniki     | 20    | 1      |
| 1984/85 | Olympique Marsylia | Francja  | Première Division | 27    | 6      |
| 1985/86 | Feyenoord          | Holandia | Eredivisie        | 19    | 1      |
| 1986/87 | FC Den Haag        | Holandia | Eredivisie        | 10    | 0      |

## Kariera reprezentacyjna
W reprezentacji Holandii La Ling zadebiutował 5 października 1977 roku w zremisowanym 0:0 towarzyskim meczu ze Związkiem Radzieckim, rozegranym w Rotterdamie. W swojej karierze grał w: eliminacjach do Euro 80 i do MŚ 1982. Od 1977 do 1982 roku rozegrał w kadrze narodowej 14 meczów i strzelił 2 gole.
| Mecze i gole w reprezentacji | Mecze i gole w reprezentacji | Mecze i gole w reprezentacji | Mecze i gole w reprezentacji | Mecze i gole w reprezentacji | Mecze i gole w reprezentacji | Mecze i gole w reprezentacji |
| #                            | Data                         | Stadion                      | Rywal                        | Wynik                        | Gol                          | Rozgrywki                    |
| 1977                         | 1977                         | 1977                         | 1977                         | 1977                         | 1977                         | 1977                         |
| ---------------------------- | ---------------------------- | ---------------------------- | ---------------------------- | ---------------------------- | ---------------------------- | ---------------------------- |
| 1.                           | 05.10.1977                   | Rotterdam, Holandia          | ZSRR                         | 0:0                          | 0                            | towarzyski                   |
| 1978                         |                              |                              |                              |                              |                              |                              |
| 2.                           | 22.02.1978                   | Ramat Gan, Izrael            | Izrael                       | 2:1                          | 1                            | towarzyski                   |
| 3.                           | 20.12.1978                   | Düsseldorf, RFN              | RFN                          | 1:3                          | 1                            | towarzyski                   |
| 1979                         |                              |                              |                              |                              |                              |                              |
| 4.                           | 05.09.1979                   | Reykjavík, Islandia          | Islandia                     | 4:0                          | 0                            | el. ME 1980                  |
| 5.                           | 17.10.1979                   | Amsterdam, Holandia          | Polska                       | 1:1                          | 0                            | el. ME 1980                  |
| 6.                           | 21.11.1979                   | Lipsk, NRD                   | NRD                          | 3:2                          | 0                            | towarzyski                   |
| 1980                         |                              |                              |                              |                              |                              |                              |
| 7.                           | 23.01.1980                   | Vigo, Hiszpania              | Hiszpania                    | 0:1                          | 0                            | towarzyski                   |
| 1981                         |                              |                              |                              |                              |                              |                              |
| 8.                           | 25.03.1981                   | Rotterdam, Holandia          | Francja                      | 1:0                          | 0                            | el. MŚ 1982                  |
| 9.                           | 29.04.1981                   | Nikozja, Cypr                | Cypr                         | 1:0                          | 0                            | el. MŚ 1982                  |
| 10.                          | 01.09.1981                   | Zurych, Szwajcaria           | Szwajcaria                   | 1:2                          | 0                            | towarzyski                   |
| 11.                          | 09.09.1981                   | Rotterdam, Holandia          | Irlandia                     | 2:2                          | 0                            | el. MŚ 1982                  |
| 12.                          | 14.10.1981                   | Rotterdam, Holandia          | Belgia                       | 3:0                          | 0                            | el. MŚ 1982                  |
| 13.                          | 18.11.1981                   | Paryż, Francja               | Francja                      | 0:2                          | 0                            | el. MŚ 1982                  |
| 1982                         |                              |                              |                              |                              |                              |                              |
| 14.                          | 25.05.1982                   | Londyn, Anglia               | Anglia                       | 0:2                          | 0                            | towarzyski                   |